# Titoni-T10
El movimiento de relojes mecánicos Titoni-T10 es el primer movimiento internamente fabricado por Titoni en Grenchen (SO), Suiza. Se diseñó a lo largo de cinco años de desarrollo, entre 2013 y 2018, y se presentó en mayo de 2019.

## Historia
Titoni, como fabricante de relojes principalmente mecánicos en el segmento de precio medio (CHF 500-2,000), siempre había obtenido sus movimientos de ETA SA (Grenchen, Grupo Swatch), y a lo largo de diez años, de Sellita (La Chaux-de-Fonds).
En el curso del desarrollo posterior de la compañía y las perspectivas para celebrar el centenario de la firma, Titoni comenzó a considerar su propio movimiento a finales de la década de 2000. El proyecto se inició en 2013. El objetivo principal era desarrollar un movimiento mecánico, para que la firma, dentro de su estructura de costos, pudiera ofrecer relojes con el movimiento T10 en su segmento de precios tradicional.

## Las funciones
Titoni es un proveedor de relojes clásicos, principalmente con tres manecillas y función de fecha. También se ofrecen complicaciones adicionales en algunos modelos de relojes. Por lo tanto, el calibre T10 fue diseñado como un clásico movimiento de tres manecillas / fecha.

## Especificaciones[2]
- Diámetro 30.10 mm (13 )
- Altura de movimiento 4.10 mm
- Autonomía de marcha con bobinado completo 68h (min.) - 75h (max.)
- Número de piedras de reloj 32
- Número de componentes individuales 168